# Zavaritskita
La zavaritskita es un mineral de la clase de los minerales haluros, y dentro de esta pertenece al llamado “grupo de la matlockita”. Fue descubierta en una mina en los montes del Óblast de Chitá, en Siberia (Rusia), siendo nombrada en 1962 en honor de Aleksandr N. Zavaritskii, petrólogo ruso especialista en yacimientos. Un sinónimo poco usado es zawaryskita.

## Características químicas
Es un oxi-fluoruro anhidro de bismuto, que cristaliza en el Sistema cristalino tetragonal.

## Formación y yacimientos
Se forma como un producto de la alteración hidrotermal de la bismutinita en yacimientos de minerales del bismuto, en Rusia en rocas greisen conteniendo cuarzo-topacio-siderofilita cortando un plutón de roca granito, mientras que en Australia se ha encontrado en greisen con cuarzo-moscovita-topacio.
Puede encontrarse asociado a otros minerales como: bismutinita, bismuto nativo, bismutita u oro nativo.